# Cutriguros

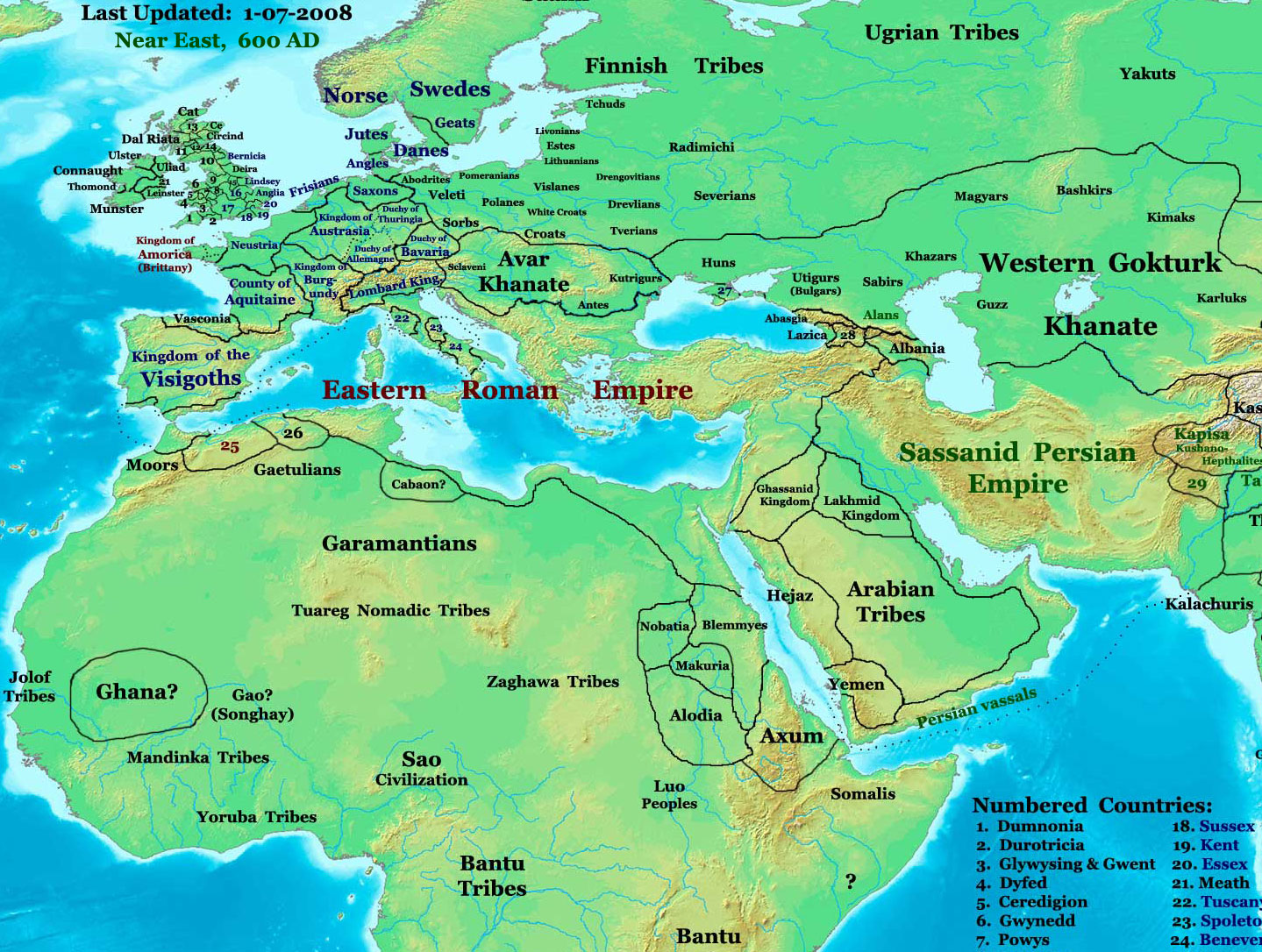
Europa y el norte de África alrededor del año 600.

Los cutriguros eran jinetes nómadas turcos, que aparecieron en la estepa póntico-caspiana en el siglo VI. Al este estaban los similares utiguros. Lucharon contra el Imperio bizantino y los utiguros. Hacia el final del siglo VI fueron absorbidos por los ávaros panónicos bajo la presión de los turcos.

## Etimología
El nombre Kutrigur también se registra como Kwrtrgr, Κουτρίγουροι, Κουτούργουροι. Κοτρίγουροι, Κοτρίγοροι, Κουτρίγοροι, Κοτράγηροι, Κουτράγουροι, Κοτριαγήροι, se ha sugerido como una forma de metatizada turca *Toqur- Ogur, con *quturoğur significado «nueve Ogur (tribus)». David Marshall Lang lo derivó del turco kötrügür (conspicuo, eminente, reconocido). Ha habido poco consenso académico para las teorías que vinculan los nombres de cutriguros y utiguros a pueblos como los Guti/Quti y/o Udi/Uti, del antiguo Asia Occidental y el Cáucaso respectivamente, que ha sido postulado por Osman Karatay,[5] o Duč'i (algunos leen Kuchi) bulghars de Josef Markwart.

## Historia
Grousset pensaba que los cutriguros eran remantes de los hunos, cuenta Procopio de Cesarea:

... antiguamente muchos hunos,llamados entonces cimerios, habitaban las tierras que ya he mencionado. Todos tenían un único rey. Una vez uno de sus reyes tuvo dos hijos: uno llamado Utigur y otro llamado Cutrigur. Después de la muerte de su padre compartieron el poder y dieron sus nombres a los pueblos sometidos, de modo que todavía algunos de ellos se llaman utiguros y los otros cutriguros. aunque esto sigue siendo controvertido.

Ocuparon la zona esteparia tanaítico-maeótica (Don-Azov), los cutriguros en la parte occidental y los utiguros hacia el este. Esta historia también fue confirmada por las palabras del gobernante utiguro Sandilch: 

No es justo ni decente exterminar a nuestros miembros de la tribu (los cutriguros), que no solo hablan un idioma idéntico al nuestro, que son nuestros vecinos y tienen la misma vestimenta y modos de vida, sino que también son nuestros parientes, aunque estén sometidos a otros señores.

La traducción al siríaco de la Historia Eclesiástica de Pseudo-Zacarías Retórico (c. 555) en Eurasia Occidental registra trece tribus, los wngwr (onoguros), wgr (oguz), sbr (sabiros), bwrgr (protobúlgaros), kwrtrgr (cutriguros), br (probablemente el pueblo ávaro), ksr (Kasr; posiblemente akatzirios), srwrgwr (saraguros), dyrmr (desconocido), b'grsyq (Bagrasir, es decir, barsilios), kwls (desconocido), bdl (probablemente abdalíes), y ftlyt (heftalita). Se describen en frases típicas utilizadas para los nómadas en la literatura etnográfica de la época, como personas que «viven en tiendas de campaña, se ganan la vida con la carne del ganado y el pescado, de los animales salvajes y con sus armas (saqueo)».

### Guerra con los bizantinos
Agatías (c. 579-582) escribió:

...todos ellos son llamados en general escitas y hunos en particular de acuerdo a su nación. Así, algunos son cutriguros o utiguros y otros son ultizuros y bourougounds... los ultizuros y bourougounds eran conocidos hasta la época del emperador León I (457-474) y los romanos de esa época y parecían ser fuertes. Sin embargo, hoy en día, no los conocemos, ni creo que los conozcamos. Tal vez, han perecido o tal vez se han mudado a un lugar muy lejano.

En el año 551, un ejército de 12.000 hombres de cutriguros liderado por muchos comandantes, incluyendo a Chinialon, vino desde el «lado occidental del mar de Azov» para ayudar a los gépidos que estaban en guerra con los lombardos. Más tarde, con los gépidos, saquearon las tierras bizantinas. El emperador Justiniano I (527-565) a través de la persuasión diplomática y el soborno engañó a los cutriguros y utiguros en la guerra mutua. Los utiguros liderados por Sandilch atacaron a los cutriguros, que sufrieron grandes pérdidas.
Los cutriguros hicieron un tratado de paz con el Imperio bizantino, y 2.000 cutriguros a caballo, con esposas e hijos, liderados por Sinnion, entraron al servicio imperial y se establecieron en Tracia. El trato amistoso de estos cutriguros fue visto negativamente por Sandilch.

Quersoneso Tracio.

En el invierno del año 558, el gran ejército cutriguro restante, dirigido por Zabergan, cruzó el Danubio congelado y se dividió en tres secciones; una incursionó hacia el sur hasta las Termópilas; mientras que otras dos, a la Quersoneso Tracio; y la periferia de Constantinopla. En marzo de 559 Zabergan atacó Constantinopla; una parte de sus fuerzas consistía en 7.000 jinetes. El tránsito de tales distancias en un corto período de tiempo muestra que eran guerreros a caballo, y comparados con el ejército de Chinialon, los atacantes de Zabergan ya estaban acampados cerca de las orillas del Danubio.
La amenaza para la estabilidad del Imperio bizantino según Procopio, Agatías y Menandro, los cutriguros y utiguros se diezmaron mutuamente. Algunos restos de los cutriguros fueron arrastrados por los ávaros en Panopia. En el año 569 los Κοτζαγηροί (Kotzagiroi, posiblemente cutriguros), Ταρνιάχ y Ζαβενδὲρ huyeron de los turcos a los ávaros. El ávaro Bayan I en el 568 ordenó a 10.000 de los llamados cutriguros-hunos que cruzaran el río Sava. Los utiguros permanecieron en la estepa póntica y cayeron bajo el dominio de los turcos.